# Hundshof (Mistelgau)
Hundshof ist ein Gemeindeteil der Gemeinde Mistelgau im Landkreis Bayreuth (Oberfranken, Bayern). Hundshof liegt in der Gemarkung Creez.

## Geografie
Die Einöde liegt am Kaltenbrunnen, dem rechten Oberlauf der Weides, die ein linker Zufluss der Truppach ist. 0,7 km südöstlich befindet sich der Schobertsberg (543 m ü. NHN). Ein Anliegerweg führt nach Obere Culm (0,5 km südwestlich).

## Geschichte
Hundshof gehörte zur Realgemeinde Schobertsreuth. Gegen Ende des 18. Jahrhunderts bestand der Ort aus einem Anwesen. Die Hochgerichtsbarkeit stand dem bayreuthischen Stadtvogteiamt Bayreuth zu. Das Hofkastenamt Bayreuth war Grundherr der Sölde.
Von 1797 bis 1810 unterstand der Ort dem Justiz- und Kammeramt Bayreuth. Mit dem Gemeindeedikt wurde Hundshof dem 1812 gebildeten Steuerdistrikt Pettendorf und der im gleichen Jahr gebildeten Ruralgemeinde Schobertsreuth zugewiesen. Mit dem Gemeindeedikt von 1818 erfolgte die Umgemeindung nach Creez. Am 1. April 1971 wurde Hundshof im Zuge der Gebietsreform in Bayern in die Gemeinde Mistelgau eingegliedert.

### Einwohnerentwicklung
| Jahr      | 001819 | 001822 | 001861 | 001871 | 001885 | 001900 | 001925 | 001950 | 001961 | 001970 | 001987 |
| Einwohner | 6      | 5      | †      | 10     | 8      | 8      | 6      | 4      | 5      | 5      | 5      |
| Häuser    |        | 1      |        |        | 2      | 1      | 1      | 1      | 1      |        | 1      |
| Quelle    | [ 9 ]  | [ 6 ]  | [ 10 ] | [ 11 ] | [ 12 ] | [ 13 ] | [ 14 ] | [ 15 ] | [ 16 ] | [ 17 ] | [ 1 ]  |

## Religion
Hundshof ist evangelisch-lutherisch geprägt und nach St. Bartholomäus (Mistelgau) gepfarrt.